# Clethra pachecoana
Clethra pachecoana är en tvåhjärtbladig växtart som beskrevs av Paul Carpenter Standley och Steyerm. Clethra pachecoana ingår i släktet Clethra och familjen Clethraceae. Inga underarter finns listade i Catalogue of Life.